# NGC 1995
NGC 1995 is twee sterren in het sterrenbeeld Schilder. Het hemelobject werd op 28 december 1834 ontdekt door de Britse astronoom John Herschel.